# Tegenaria duellica
Tegenaria duellica är en spindelart som beskrevs av Simon 1875. Tegenaria duellica ingår i släktet husspindlar, och familjen trattspindlar. Inga underarter finns listade i Catalogue of Life. Arten är ofarlig för både människor och husdjur.